# نيلسون أوليفيرا (دراج)
نيلسون أوليفيرا (بالبرتغالية: Nelson Oliveira‏) ولد بتاريخ 6 مارس 1989 في البرتغال، هو دراج برتغالي في صنف سباق الدراجات على الطريق. شارك في دورة الألعاب الأولمبية الصيفية.

## سجل النتائج

### سباقات أو مراحل فاز بها
| التاريخ       | السباق                                               | المركز                      |
| ------------- | ---------------------------------------------------- | --------------------------- |
| 01 يناير 2009 | سباق الزمن تحت سنة في بطولة العالم 2009              |                             |
| 01 يناير 2010 | Grand Prix du Portugal 2010                          |                             |
| 16 يوليو 2010 | 2010 European Road Cycling Championships Men U23 ITT |                             |
| 18 يوليو 2010 | 2010 European Road Cycling Championships Men U23 RR  |                             |
| 06 أبريل 2012 | سباق حلبة دي لا سارث 2012                            |                             |
| 05 أبريل 2015 | طواف فلاندرز 2015                                    | المرتبة 20 في التصنيف العام |
| 15 مارس 2016  | تيرينو ادرياتيكو 2016                                | العاشر في تصنيف الجبال      |
| 24 يونيو 2016 | سباق الطريق ضد الساعة للرجال في بطولة البرتغال 2016  | الفائز في التصنيف العام     |
| 26 يونيو 2016 | سباق الطريق للرجال في بطولة البرتغال 2016            |                             |
| 26 أغسطس 2016 | تور دو بويتو-شارنتيس 2016                            | الثالث في التصنيف العام     |
| 02 أبريل 2017 | طواف فلاندرز 2017                                    | المرتبة 18 في التصنيف العام |

## الميداليات
| الميدالية | المسابقة                                    |
| --------- | ------------------------------------------- |
| فضية      | بطولة العالم لسباق الدراجات على الطريق 2009 |

## روابط خارجية
- نيلسون أوليفيرا على موقع الاتحاد الدولي للدراجات (الإنجليزية)
- نيلسون أوليفيرا على موقع أرشيف الدراجات (الإنجليزية)
- نيلسون أوليفيرا على موقع إحصائيات الدراجات الإحترافية (الإنجليزية)
- نيلسون أوليفيرا على موقع نسبة الدراجات (الإنجليزية)
- نيلسون أوليفيرا على موقع اللجنة الأولمبية الدولية (الإنجليزية)
- نيلسون أوليفيرا على موقع أوليمبيديا (الإنجليزية)
- نيلسون أوليفيرا على موقع الاتحاد الدولي للدراجات (الإنجليزية)
- نيلسون أوليفيرا على موقع أرشيف الدراجات (الإنجليزية)
- نيلسون أوليفيرا على موقع إحصائيات الدراجات الإحترافية (الإنجليزية)
- نيلسون أوليفيرا على موقع نسبة الدراجات (الإنجليزية)
- نيلسون أوليفيرا على موقع اللجنة الأولمبية الدولية (الإنجليزية)
- نيلسون أوليفيرا على موقع أوليمبيديا (الإنجليزية)